# Elecciones generales de Paraguay de 2018
Las elecciones generales de Paraguay de 2018 se realizaron el 22 de abril de 2018. Fueron el séptimo evento electoral general y nacional que se realiza en dicho país desde el golpe de Estado que puso fin a la dictadura de Alfredo Stroessner en febrero de 1989. Su planificación y organización estuvo a cargo del Tribunal Superior de Justicia Electoral (TSJE).
Según la organización política, en las elecciones generales se eligen el presidente, el vicepresidente, 45 senadores (más 30 suplentes), 80 diputados (más 80 suplentes), 17 gobernadores, 17 juntas departamentales y los 18 miembros del Parlamento del Mercosur (más 18 suplentes).
El presidente electo asumió el cargo el 15 de agosto del 2018 y lo dejará en agosto de 2023, sin posibilidad de reelección. Lo mismo ocurrió con el otro integrante de la misma dupla, que se posesionó como vicepresidente. Estos reemplazaron a Horacio Cartes y a Juan Afara, del Partido Colorado, que gobernaban desde el 15 de agosto de 2013.
El domingo 22 de abril de 2018 resultó ganador de las elecciones el candidato del Partido Colorado Mario Abdo Benítez y su compañero de fórmula Hugo Velázquez para la Presidencia y Vicepresidencia de la República, en las que fueron las elecciones más reñidas desde la caída de la dictadura.
En agosto de 2018 también asumieron los 17 gobernadores electos con sus correspondientes concejales. Los senadores y diputados tomaron posesión el 1 de julio de 2018. Todos fueron elegidos por un mandato de cinco años.

## Candidatos
| Listas   | Partido/Alianza                              | Candidatos a presidente y vicepresidente                             |
| -------- | -------------------------------------------- | -------------------------------------------------------------------- |
| Lista 1  | Asociación Nacional Republicana              | Mario Abdo Benítez y Hugo Adalberto Velázquez Moreno                 |
| Lista 5  | Gran Alianza Nacional Renovada               | Pedro Efraín Alegre Sasiain y Hermes Leonardo Rubín Godoy            |
| Lista 12 | Partido Frente Amplio                        | Pedro Almada Galeano y Carlos Raúl Galeano Perrone                   |
| Lista 15 | Movimiento Nacional de Artistas del Paraguay | Jaro Ilicineo Anzoátegui Mariño y José Aníbal Cabello Medina         |
| Lista 22 | Movimiento Político Soberanía Nacional       | Efraín Enríquez Gamón y Juan Bernardino Mendez Vall                  |
| Lista 23 | Partido Verde Paraguayo                      | Juan Bautista Ybañez y Cantalicio Salvador Invernizzi Otazu          |
| Lista 30 | Movimiento Nacional Reserva Patriótica       | Ramón Ernesto Benítez Amarilla y Carlos Miguel Eusebio Duarte Torres |
| Lista 45 | Partido Socialista Democrático Herederos     | Justo German Ortega Maqueda y Juan Roberto Velázquez Rotela          |
| Lista 50 | Partido del Movimiento Patriótico Popular    | Atanasio Galeano y Irma Vera de Viera                                |
| Lista 60 | Movimiento Político Cívico Nacional Unámonos | Celino Ferreira Sanabria y Juan Carlos Gimenez Ferreira              |

## Encuestas

### Presidenciales
| Encuestadora                           | Fecha              | Muestra    | ANR   | GANR  | Otro/Ninguno | NC/NS | Margen de error |
| -------------------------------------- | ------------------ | ---------- | ----- | ----- | ------------ | ----- | --------------- |
| Encuestadora                           | Fecha              | Muestra    |       |       | Otro/Ninguno | NC/NS | Margen de error |
| First[cita requerida]                  | Febrero de 2018    | 1001 casos | 50,4% | 37,2% | 5,7%         | 13,7% | 3%              |
| Ati Snead Consultores[cita requerida]  | Marzo de 2018      | 1300 casos | 41,0% | 45,5% | 1,5%         | 12,1% | ---             |
| First[cita requerida]                  | Marzo de 2018      | 1001 casos | 53,2% | 39,9% | ---          | ---   | ---             |
| ABC Color                              | 6 de abril de 2018 | Sin datos  | 51,9% | 35,8% | ---          | ---   | ---             |
| MARKET - Diario La República (Uruguay) | Marzo de 2018      | 1300 casos | 42,2% | 46,3% | 3,5%         | 8,0%  | ---             |

## Resultados

### Presidente
|                                       | Mario Abdo                            | Asociación Nacional Republicana              | 1.206.067 | 48.96%  |
|                                       | Efraín Alegre                         | Gran Alianza Nacional Renovada               | 1.115.464 | 45.08%  |
|                                       | Juan Bautista Ybañez                  | Partido Verde Paraguayo                      | 84.045    | 3.24%   |
|                                       | Jaro Anzoátegui                       | Movimiento Nacional Artistas del Paraguay    | 15.490    | 0.60%   |
|                                       | Anastasio Galeano                     | Partido del Movimiento Patriótico Popular    | 9.908     | 0.38%   |
|                                       | Ramón Ernesto Benítez                 | Movimiento Nacional Reserva Patriótica       | 9.361     | 0.36%   |
|                                       | Pedro Almada                          | Partido Frente Amplio                        | 8.590     | 0.33%   |
|                                       | Efraín Enríquez                       | Movimiento Político Soberanía Nacional       | 7.291     | 0.28%   |
|                                       | Celino Ferreira                       | Movimiento Político Cívico Nacional Unámonos | 6.295     | 0.24%   |
|                                       | Justo Germán Ortega                   | Partido Socialista Democrático Herederos     | 5.930     | 0.23%   |
| Votos nulos/en blanco                 | Votos nulos/en blanco                 | Votos nulos/en blanco                        | 134.548   | 5.18%   |
| Total                                 | Total                                 | Total                                        | 2.597.989 | 100.00% |
| Participación de votantes registrados | Participación de votantes registrados | Participación de votantes registrados        | 2.597.989 | 60.97%  |
| Fuente: TSJE                          |                                       |                                              |           |         |

Votos en el extranjero
| País                                                                               | ANR       | GANR  | PFA   | MNAP | MPSN | PVP | MNRP | PSDH | PMPP | MPCNU | Nulos/en blanco TOTAL: |     |
| ---------------------------------------------------------------------------------- | --------- | ----- | ----- | ---- | ---- | --- | ---- | ---- | ---- | ----- | ---------------------- | --- |
| País                                                                               | Argentina | 2.912 | 3.023 | 32   | 47   | 33  | 61   | 15   | 15   | 19    | 26                     | 417 |
| Brasil                                                                             | 45        | 66    | 1     | 1    | -0-  | 3   | -0-  | -0-  | -0-  | -0-   | 3                      |     |
| España                                                                             | 586       | 1221  | 14    | 18   | 27   | 151 | 10   | 4    | 19   | 20    | 175                    |     |
| Estados Unidos                                                                     | 525       | 372   | 2     | 3    | 2    | 25  | 1    | 2    | 2    | 5     | 25                     |     |
| Total de Votos:                                                                    | 2.849     | 4.444 | 49    | 59   | 66   | 247 | 28   | 22   | 39   | 53    | 8.617                  |     |
| Fuente: TSJE https://resultados.tsje.gov.py/publicacion/consulta-certificados.html |           |       |       |      |      |     |      |      |      |       |                        |     |

### Parlasur
| \| Partido/Concertación/Movimiento \| Partido/Concertación/Movimiento \| Votos \| % \| Bancas \| +/- \| \| ------------------------------------- \| ------------------------------------- \| ---------------------------- \| ------ \| ------ \| --- \| \| \| Partido Colorado \| 954.341 \| 36,84% \| 10 \| 0 \| \| \| Partido Liberal Radical Auténtico \| 685.219 \| 26,45% \| 7 \| +1 \| \| \| Frente Guasú \| 105.770 \| 4,08% \| 1 \| 0 \| \| Votos nulos/en blanco \| Votos nulos/en blanco \| Nulos:101.429 Blanco:219.619 \| --- \| --- \| --- \| \| Total \| Total \| 2.590.444 \| 100% \| 18 \| 0 \| \| Participación de votantes registrados \| Participación de votantes registrados \| 4.260.816 \| 61,07% \| 18 \| --- \| Fuente:ABC Color |                                       |                              |        |        |     |
| Partido/Concertación/Movimiento | Partido/Concertación/Movimiento       | Votos                        | %      | Bancas | +/- |
| --- | ------------------------------------- | ---------------------------- | ------ | ------ | --- |
| | Partido Colorado                      | 954.341                      | 36,84% | 10     | 0   |
| | Partido Liberal Radical Auténtico     | 685.219                      | 26,45% | 7      | +1  |
| | Frente Guasú                          | 105.770                      | 4,08%  | 1      | 0   |
| Votos nulos/en blanco | Votos nulos/en blanco                 | Nulos:101.429 Blanco:219.619 | ---    | ---    | --- |
| Total | Total                                 | 2.590.444                    | 100%   | 18     | 0   |
| Participación de votantes registrados | Participación de votantes registrados | 4.260.816                    | 61,07% | 18     | --- |

### Diputados
| \| Partido/Concertación/Movimiento \| Partido/Concertación/Movimiento \| Votos \| % \| Bancas \| +/- \| \| ------------------------------------- \| ------------------------------------- \| --------------------------- \| ------ \| ------ \| ----- \| \| \| Partido Colorado \| 927.183 \| 24,94% \| 42 \| -4 \| \| \| Partido Liberal Radical Auténtico \| 420.821 \| 10,86% \| 30 \| +3 \| \| \| Partido Patria Querida \| 105.765 \| 2,73% \| 3 \| +3 \| \| \| Partido Encuentro Nacional \| 75.514 \| 1,95% \| 2 \| 0 \| \| \| Partido Hagamos \| 75.601 \| 1,95% \| 2 \| Nuevo \| \| \| Movimiento Cruzada Nacional \| 33.417 \| 0.86% \| 1 \| Nuevo \| \| Votos nulos/en blanco \| Votos nulos/en blanco \| Nulos:78.457 Blanco:132.296 \| --- \| --- \| --- \| \| Total \| Total \| 2.582.360 \| 100 % \| 80 \| 0 \| \| Participación de votantes registrados \| Participación de votantes registrados \| 4.260.816 \| 60,88% \| 80 \| --- \| Fuente: ABC Color |                                       |                             |        |        |       |
| Partido/Concertación/Movimiento | Partido/Concertación/Movimiento       | Votos                       | %      | Bancas | +/-   |
| --- | ------------------------------------- | --------------------------- | ------ | ------ | ----- |
| | Partido Colorado                      | 927.183                     | 24,94% | 42     | -4    |
| | Partido Liberal Radical Auténtico     | 420.821                     | 10,86% | 30     | +3    |
| | Partido Patria Querida                | 105.765                     | 2,73%  | 3      | +3    |
| | Partido Encuentro Nacional            | 75.514                      | 1,95%  | 2      | 0     |
| | Partido Hagamos                       | 75.601                      | 1,95%  | 2      | Nuevo |
| | Movimiento Cruzada Nacional           | 33.417                      | 0.86%  | 1      | Nuevo |
| Votos nulos/en blanco | Votos nulos/en blanco                 | Nulos:78.457 Blanco:132.296 | ---    | ---    | ---   |
| Total | Total                                 | 2.582.360                   | 100 %  | 80     | 0     |
| Participación de votantes registrados | Participación de votantes registrados | 4.260.816                   | 60,88% | 80     | ---   |

### Senadores
|                                       |                                       |                               |         |        |       |
| Partido/Concertación/Movimiento       | Partido/Concertación/Movimiento       | Votos                         | %       | Bancas | +/-   |
|                                       | Partido Colorado                      | 748.915                       | 29.64 % | 17     | –2    |
|                                       | Partido Liberal Radical Auténtico     | 558.509                       | 22.10 % | 13     | 0     |
|                                       | Frente Guasú                          | 269.850                       | 10.68 % | 6      | +1    |
|                                       | Partido Patria Querida                | 156.274                       | 6.18 %  | 3      | +3    |
|                                       | Partido Hagamos                       | 103.229                       | 4.08 %  | 2      | Nuevo |
|                                       | Partido Democrático Progresista       | 83.841                        | 3.32 %  | 2      | –1    |
|                                       | Movimiento Cruzada Nacional           | 56.427                        | 2.23 %  | 1      | Nuevo |
|                                       | Unión Nacional de Ciudadanos Éticos   | 48.801                        | 1.93 %  | 1      | –1    |
| Votos nulos/en blanco                 | Votos nulos/en blanco                 | Nulos: 90.477 Blanco: 132.511 | ---     | ---    | ---   |
| Total                                 | Total                                 | 2.527.122                     | 100 %   | 45     | 0     |
| Participación de votantes registrados | Participación de votantes registrados | 4.260.816                     | 61.21 % | 45     | ---   |
| Fuente: UltimaHora.com y TSJE         |                                       |                               |         |        |       |

### Gobernadores y Junta Departamental
| Departamento     | Gobernador                       | Partido | Partido       | Votos   | %      | Juntas Departamentales | ANR | PLRA | GANAR | PVP | FG     | AITP | CN  | PPQ | UNACE | ASC  | AP   | PEN |
| ---------------- | -------------------------------- | ------- | ------------- | ------- | ------ | ---------------------- | --- | ---- | ----- | --- | ------ | ---- | --- | --- | ----- | ---- | ---- | --- |
| Concepción       | Edgar Idalino López Ruíz         |         | Liberal       | 43.881  | 49.78% | Total: 14 miembros     | 6.  | 8.   | ---   | --- | ---    | ---  | --- | --- | ---   | ---  | ---  | --- |
| San Pedro        | Carlos Alcibiades Giménez Díaz   |         | Colorado      | 56,493  | 39.66% | Total: 21 miembros     | 10. | ---  | 8.    | 3.  | ---    | ---  | --- | --- | ---   | ---- | ---  | --- |
| Cordillera       | Hugo Alberto Fleitas Ovelar      |         | Liberal       | 58,998  | 45.10% | Total: 18 miembros     | 9.  | 9.   | ---   | --- | ---    | ---  | --- | --- | ---   | ---  | ---  | --- |
| Guairá           | Juan Carlos Vera Báez            |         | Colorado      | 50,115  | 58.26% | Total: 14 miembros     | 8.  | 5.   | ---   | --- | 1.PCPS | ---  | --- | --- | ---   | ---  | ---  | --- |
| Caaguazú         | Alejo Rios Medina                |         | Alianza Ganar | 88,651  | 46.17% | Total: 21 miembros     | 11. | ---  | 10.   | --- | ---    | ---  | --- | --- | ---   | ---  | ---  | --- |
| Caazapá          | Pedro Alejandro Díaz Veron       |         | Colorado      | 30.638  | 49.32% | Total: 12 miembros     | 7.  | ---  | 5.    | --- | ---    | ---  | --- | --- | ---   | ---  | ---  | --- |
| Itapúa           | Juan Alberto Schmalko Palacios   |         | Colorado      | 87,441  | 44.38% | Total: 21 miembros     | 12. | 8.   | ---   | --- | ---    | 1.   | --- | --- | ---   | ---  | ---  | --- |
| Misiones         | Carlos María Arrechea Ortiz      |         | Colorado      | 29,364  | 48.28% | Total: 11 miembros     | 6.  | ---  | 5.    | --- | ---    | ---  | --- | --- | ---   | ---  | ---  | --- |
| Paraguarí        | Juan Carlos Baruja Fernandez     |         | Colorado      | 49,416  | 46.10% | Total: 16 miembros     | 10. | ---  | 6.    | --- | ---    | ---  | --- | --- | ---   | ---  | ---  | --- |
| Alto Paraná      | Roberto Luis González Vaesken    |         | Colorado      | 104,539 | 37.47% | Total: 21 miembros     | 11. | ---  | 8.    | --- | ---    | ---  | 1.  | 1.  | ---   | ---  | ---  | --- |
| Central          | Hugo Javier González Alegre      |         | Colorado      | 314,314 | 43.99% | Total: 21 miembros     | 10. | 10.  | ---   | --- | ---    | ---  | --- | 1.  | ---   | ---  | ---  | --- |
| Ñeembucú         | Luis Federico Benítez Cuevas     |         | Colorado      | 20,881  | 47.89% | Total: 9 miembros      | 5.  | 4.   | ---   | --- | ---    | ---  | --- | --- | ---   | ---  | ---  | --- |
| Amambay          | Ronald Enrique Acevedo Quevedo   |         | Liberal       | 31,119  | 47.95% | Total: 11 miembros     | 5.  | 6.   | ---   | --- | ---    | ---  | --- | --- | ---   | ---  | ---  | --- |
| Canindeyú        | César Ramírez Caje               |         | Colorado      | 36,516  | 53.16% | Total: 12 miembros     | 8.  | 4.   | ---   | --- | ---    | ---  | --- | --- | ---   | ---  | ---- | --- |
| Presidente Hayes | Rubén Antonio Roussillon Blaires |         | Colorado      | 13,710  | 32.37% | Total: 10 miembros     | 4.  | ---  | 3.    | --- | ---    | ---  | --- | --- | 1.    | 1.   | ---  | --- |
| Alto Paraguay    | José Domingo Adorno Mazacotte    |         | Colorado      | 3.910   | 50.16% | Total: 7 miembros      | 4.  | 1.   | ---   | --- | ---    | ---  | --- | --- | ---   | ---  | 1.   | 1.  |
| Boquerón         | Dario Rafael Medina Velázquez    |         | Colorado      | 9,051   | 49.40% | Total: 7 miembros      | 4.  | ---  | 3.    | --- | ---    | ---  | --- | --- | ----  | ---  | ---- | --- |
|                  |                                  |         |               |         |        | Total: 245 miembros    | 130 | 55   | 48    | 3   | 1      | 1    | 1   | 2   | 1     | 1    | 1    | 1   |

## Controversias
El candidato presidencial y líder de la alianza GANAR, Efraín Alegre, y su dupla a vicepresidente, Leo Rubín, no reconocieron oficialmente la victoria de Mario Abdo Benítez, alegando un supuesto fraude electoral a partir de los resultados del sistema de Transmisión de Resultados Electorales Preliminares (TREP), siendo la diferencia alrededor de 91 000 votos y 99,67% de votos escrutados, un 3,70% diferencia a favor de Mario Abdo Benítez. A estos hechos luego se sumó la denuncia formal presentada por el senador electo Paraguayo Cubas del Movimiento Cruzada Nacional ante un juzgado, basada en lo que afirmó eran «graves irregularidades en el proceso eleccionario» y «fraudes».
En contrapartida, el expresidente de Paraguay, Fernando Lugo, uno de los aliados de la alianza GANAR, terminó felicitando al presidente electo Abdo Benítez por la elección y lo calificó de «presidente virtual» de Paraguay.
El 21 de mayo de 2018, el TSJE difundió los cómputos definitivos, dando oficialmente como ganador a Abdo Benítez por más de 95 603 votos de diferencia, afirmando que la diferencia porcentual entre el computo definitivo y el TREP del día de las elecciones tuvo un margen de error del 0,02%. Alegre no se pronunció de nuevo, dejando entrever que continuaba con su postura de «no reconocimiento de las elecciones», declarando «fraude electoral» pero sin presentar pruebas concretas sobre los supuestos hechos fraudulentos.